# Ecphylus hypothenemi
Ecphylus hypothenemi är en stekelart som beskrevs av William Harris Ashmead 1896. Ecphylus hypothenemi ingår i släktet Ecphylus och familjen bracksteklar. Inga underarter finns listade i Catalogue of Life.